# Stanisław Bednarski (oficer)
Stanisław Bednarski (ur. 20 marca?/1 kwietnia 1884 w Płoskirowie, zm. 25 stycznia 1925 we Lwowie) – oficer armii rosyjskiej i Wojska Polskiego w II Rzeczypospolitej. Kawaler orderu Virtuti Militari.

## Życiorys
Urodził się w Płoskirowie w rodzinie Grzegorza i Józefy z Chudzikowskich.
Absolwent szkoły realnej w Taganrogu. Od 1902 zamieszkał w Radomiu. Tu wstąpił do Polskiej Partii Socjalistycznej. Powołany do armii rosyjskiej, ukończył w niej szkołę podoficerską. Od 1907 pracował w Lublinie jako urzędnik kolejowy. Po wybuchu I wojny światowej ponownie wcielony do armii rosyjskiej. W sierpniu 1916 uzyskał stopień podporucznika.
W grudniu 1918 wstąpił do Wojska Polskiego i otrzymał przydział do 11 pułku ułanów legionowych. Na stanowisku dowódcy szwadronu walczył na frontach wojny polsko-bolszewickiej. „Szczególnie odznaczył się podczas zdobywania Wilna, gdzie na czele swojego szwadronu przyczynił się do zdobycia koszar”. Za czyn ten odznaczony został Krzyżem Srebrnym Orderu Virtuti Militari.
Po wojnie mieszkał i pracował w osadzie wojskowej w Radziwiłłowie. Zmarł we Lwowie. 
Od 1907 żonaty ze Stanisławą Pawiową, miał syna Tadeusza (ur. 1910) i córkę Halinę (1914).

## Ordery i odznaczenia
- Krzyż Srebrny Orderu Virtuti Militari (3731)[1]
- Krzyż Walecznych[1]